# Рекогностування (гірництво)
Рекогностува́ння (рос. рекогносцировка, англ. reconnaissance, нім. Erkundung f, Rekognoszierung f) (запозичено через посередництво російської і польської мов з німецької; нім. rekognoszieren походить від лат. recognoscere, «пізнавати, згадувати; оглядати», утвореного за допомогою префікса ге- від дієслова cognoscere «пізнавати, розвідувати; узнавати; розслідувати») — в гірничій справі — попереднє обстеження місцевості або гірничих виробок при виконанні геодезичних чи маркшейдерських робіт.